# پیتر گلاسور
پیتر گلاسور (انگلیسی: Peter Gleasure؛ زادهٔ ۸ اکتبر ۱۹۶۰) بازیکن فوتبال اهل بریتانیا است.
از باشگاه‌هایی که در آن بازی کرده‌است می‌توان به باشگاه فوتبال گیلینگام، باشگاه فوتبال هیتچین تاون، باشگاه فوتبال نورث‌همپتون تاون، و باشگاه فوتبال میلوال اشاره کرد.